# Casas de Don Gómez
Casas de Don Gómez es un municipio español, en la provincia de Cáceres, Comunidad Autónoma de Extremadura.
Tiene un área de 31,16 km² con una población de 303 habitantes y una densidad de 9,72 hab/km².

## Símbolos
El escudo de Casas de Don Gómez fue aprobado mediante la «Orden de 2 de marzo de 1994, por la que se aprueba el Escudo Heráldico y Bandera Municipal, para el Ayuntamiento de Casas de Don Gómez», publicado en el Diario Oficial de Extremadura el 12 de marzo de 1994 y aprobado por el Consejero de Presidencia y Trabajo Joaquín Cuello, luego de haber aprobado el expediente el pleno del ayuntamiento el 30 de septiembre de 1993 y haber emitido informe el Consejo Asesor de Honores y Distinciones de la Junta de Extremadura el 21 de enero de 1994. El escudo se define oficialmente así:

Escudo partido. Primer cuartel: en oro, una torre donjonada, de sinople, cargada con una espada de sable. Segundo cuartel: en plata, cruz de la Orden de Alcántara. En punta, en sinople, el pocito de plata. Al timbre, Corona Real cerrada.

## Geografía física
El término municipal de Casas de Don Gómez limita con:
- Moraleja al noroeste.
- Huélaga al oeste.
- Calzadilla al Noreste.
- Casillas de Coria al suroeste.
- Coria al sureste.

## Historia
Casas de Don Gómez se originó en el siglo XIII, en el contexto de la Reconquista, cuando el rey Alfonso IX de León otorgó en 1227 un fuero a la ciudad de Coria. Este acto impulsó la repoblación de las tierras cercanas, incluida la zona donde se ubica la actual localidad, al norte del río Alagón. La Orden de Alcántara, con fuerte presencia en la región, tuvo un papel clave en esta repoblación.
En el siglo XV, la zona vivió conflictos territoriales entre la Orden de Alcántara y el Obispado de Coria. En 1465, el rey Enrique IV de Castilla cedió Coria al maestre de la Orden, Gómez de Cáceres, quien la transfirió a su hermano Gutierre de Solís. Esta cesión generó enfrentamientos internos, hasta que en 1470 la ciudad pasó al Ducado de Alba.
Es en este contexto cuando se cree que el poblado tomó su nombre actual, "Casas de Don Gómez", en honor a Don Gómez, miembro de la Orden de Alcántara, quien recibió estas tierras por concesión real y se estableció en ellas. Así, aunque su origen se remonta al siglo XIII, su consolidación como localidad reconocida tuvo lugar en el siglo XV.
A la caída del Antiguo Régimen la localidad se constituye en municipio constitucional en la región de Extremadura, partido judicial de Coria que en el censo de 1842 contaba con 135 hogares y 740 vecinos.

## Demografía
Casas de Don Gómez cuenta con una población de 330 habitantes (INE 2024).
| Gráfica de evolución demográfica de Casas de Don Gómez entre 1842 y 2021                                            |
| |
| Población de derecho según los censos de población del INE Población de hecho según los censos de población del INE |

## Economía

### Evolución de la deuda viva
El concepto de deuda viva contempla sólo las deudas con cajas y bancos relativas a créditos financieros, valores de renta fija y préstamos o créditos transferidos a terceros, excluyéndose, por tanto, la deuda comercial.
| Gráfica de evolución de la deuda viva del ayuntamiento entre 2008 y 2014                             |
| |
| Deuda viva del ayuntamiento en miles de Euros según datos del Ministerio de Hacienda y Ad. Públicas. |

La deuda viva municipal por habitante en 2014 ascendía a 27,06 €.

## Transportes
Por el pueblo sólo pasa una carretera que une Casillas de Coria con la EX-109, por la cual se puede ir a Coria o a Moraleja.

## Patrimonio
Casas de Don Gómez cuenta con los siguientes monumentos religiosos:
- Iglesia de San Gabriel Arcángel, se sitúa en la plaza del ayuntamiento, del siglo XVI y XVII. Es la iglesia parroquial del pueblo.
- Ermita de San Gregorio, al Sur del pueblo.
- Ermita del Cristo de la Agonía
- Ermita de San Marcos, junto al río Árrago. Es la sede de la romería.

## Festividades
En Casas de Don Gómez se celebran las siguientes fiestas locales:
- Romería, el último sábado de abril;
- San Nereo, el 12 de mayo;
- El Cristo, el 14 de septiembre.